# Pastyme With Good Company
Pastyme With Good Company är en sång som har bevarats i en handskrift som nu finns i British Museums samling (BM Addl. MSS. 31,922; Addl. MSS. 5,665; MSS. Reg. Appendix 58). Enligt vissa är både text och musik nästan säkert skrivna av kung Henrik VIII av England.
I verket The Complaynt of Scotland från 1548 nämner författaren "Pastance with gude companye" som en av de populära sångerna i kungariket Skottland i början av 1500-talet.